# Выпуковский сельсовет
Выпуковский сельсовет — упразднённая административно-территориальная единица, существовавшая на территории Московской области до 1984 года.
Выпуковский сельсовет был образован в первые годы советской власти. По данным 1922 года он входил в состав Рогачёвской волости Сергиевского уезда Московской губернии.
В 1923 году Выпуковский с/с был присоединён к Сметьёвскому с/с, но уже в 1926 году восстановлен.
По данным 1926 года в состав сельсовета входили 2 населённых пункта — Выпуково и Жерлово.
В 1929 году Выпуковский с/с был отнесён к Сергиевскому (с 1930 — Загорскому) району Московского округа Московской области. При этом к нему были присоединены Сметьёвский (селения Геронтьево, Несвитаево и Сметьёво), Титовский (селения Борисово и Титовское) и Фёдоровский (селение Фёдоровское) с/с.
17 июля 1939 года к Выпуковскрму с/с был присоединён Богородский с/с (селения Богородское и Отрада), а также селения Григорово и Язвицы, прежде находившиеся в подчинении рабочему посёлку Возрождение. 4 октября к Выпуковскому с/с было присоединено селение Семенцево.
1 февраля 1963 года Загорский район был упразднён и Выпуковский с/с вошёл в Мытищинский сельский район. 11 января 1965 года Выпуковский с/с был возвращён в восстановленный Загорский район.
25 октября 1984 года Выпуковский с/с был упразднён, а все его населённые пункты (селения Богородское, Борисово, Выпуково, Геронтьево, Григорово, Жерлово, Несвитаево, Отрада, Семенцево, Сметьёво, Титовское, Фёдоровское и Язвицы) переданы в подчинение новообразованному рабочему посёлку Богородское.